# Cratere Perpennia
Perpennia è un cratere sulla superficie di 4 Vesta.